# Traité de Vienne (1731)
Pour les articles homonymes, voir Traité de Vienne.

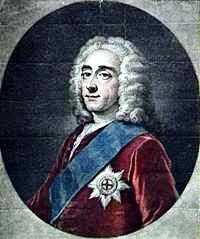
Lord Chesterfield, le négociateur britannique

Le traité de Vienne de 1731 est un traité conclu en premier lieu par le Royaume-Uni, l'Autriche et les Provinces-Unies (16 mars), avec le concours ultérieur de l'Espagne (22 juillet).
Ce traité marque un retournement des alliances par rapport au système établi en 1725, avec notamment la fin de l'alliance franco-anglaise.

## Contexte
En 1718, le traité de Londres avait établi la Quadruple Alliance entre la France, le Royaume-Uni, l'Autriche et les Provinces-Unies contre l'Espagne (guerre de la Quadruple Alliance, 1718-1720).
En 1725, le premier traité de Vienne établit une alliance entre l'Autriche et l'Espagne, qui provoque en réaction l'alliance du Royaume-Uni, de la France et de la Prusse (traité de Hanovre (en), 3 septembre 1725). Il s'ensuit un conflit limité (autour de la question de Gibraltar), la guerre anglo-espagnole (1727-1729), qui s'achève par le traité de Séville (9 novembre 1729) entre l'Espagne, le Royaume-Uni, la France et les Provinces-Unies.

## Signatures
Le traité anglo-autrichien est signé le 16 mars 1731 par le comte Philipp Ludwig Wenzel von Sinzendorf pour l'Autriche et par le comte de Chesterfield pour l'Angleterre.  
L'Espagne ajoute sa signature 22 juillet suivant.  

## Contenu
En ce qui concerne l'Espagne, l'Autriche et l'Angleterre reconnaissent l'infant Charles comme duc de Parme. 
L'Angleterre reconnaît la Pragmatique Sanction que Charles VI de Habsbourg avait promulguée en 1713 pour garantir la succession à ses filles, au cas où il n'aurait pas de fils.
En contrepartie, il met fin aux activités de la compagnie d'Ostende, qui avait été créée par lui en 1717 pour permettre aux Pays-Bas autrichiens de commercer avec l'Inde sans passer par l'intermédiaire des Provinces-Unies.

## Conséquences
C'est le début d'une phase d'hostilité franco-anglaise qui durera jusqu'au XIXème siècle.
En revanche, en 1733, au début de la guerre de Succession de Pologne, la France qui a déclaré la guerre à l'Autriche le 30 octobre, réussit à s'allier à l'Espagne (traité de l'Escurial, 7 novembre 1733). Elle renouera avec l'Autriche pendant la Guerre de Sept Ans (1756-1763).